# Mitchell van Bergen
Mitchell van Bergen (Oss, 27 agosto 1999) è un calciatore olandese, attaccante dello Sparta Rotterdam.

## Carriera

### Club
Nato ad Oss, inizia a giocare a calcio nelle giovanili dell'RKSV Margriet, passando successivamente a quelle del Willem II, rimanendovi fino al 2015, quando si trasferisce al Vitesse. Con i gialloneri gioca nella squadra Under-19, ma alla prima stagione riesce anche ad esordire in prima squadra, il 18 dicembre 2015, entrando nei minuti finali della vittoria casalinga per 5-1 contro il Twente, diventando il più giovane esordiente della storia del massimo campionato olandese, a 16 anni e 113 giorni. L'anno successivo diventa un punto fermo della formazione di Arnhem e gioca anche per la squadra B militante in Tweede Divisie, la terza serie, esordendo il 2 ottobre 2016, nella sconfitta per 5-0 sul campo dello Jong AZ Alkmaar e segnando la prima rete il 18 dicembre nel successo interno per 2-1 sul Lienden in campionato, quando realizza l'1-0 al 4'.

### Nazionale
Tra 2015 e 2016 gioca 5 partite con l'Under-17 olandese, tra cui due delle qualificazioni all'Europeo U-17 2016, non venendo però convocato per la fase finale. Nel 2016 esordisce in Under-19, nelle qualificazioni all'Europeo U-19 2017.

## Statistiche

### Presenze e reti nei club
Statistiche aggiornate all'11 marzo 2017.
| Stagione        | Squadra         | Campionato      | Campionato | Campionato | Coppe nazionali | Coppe nazionali | Coppe nazionali | Coppe continentali | Coppe continentali | Coppe continentali | Altre coppe | Altre coppe | Altre coppe | Totale | Totale | Totale |
| Stagione        | Squadra         | Comp            | Pres       | Reti       | Comp            | Pres            | Reti            | Comp               | Pres               | Reti               | Comp        | Pres        | Reti        | Pres   | Reti   |        |
| --------------- | --------------- | --------------- | ---------- | ---------- | --------------- | --------------- | --------------- | ------------------ | ------------------ | ------------------ | ----------- | ----------- | ----------- | ------ | ------ | ------ |
| 2015-2016       | Vitesse         | E               | 1          | 0          | KNVBb           | 0               | 0               | -                  | -                  | -                  | -           | -           | -           | 1      | 0      |        |
| 2016-2017       | Jong Vitesse    | TD              | 6          | 1          | -               | -               | -               | -                  | -                  | -                  | -           | -           | -           | 6      | 1      |        |
| 2016-2017       | Vitesse         | E               | 16         | 0          | KNVBb           | 2               | 0               | -                  | -                  | -                  | -           | -           | -           | 18     | 0      |        |
| Totale Vitesse  | Totale Vitesse  | Totale Vitesse  | 17         | 0          |                 | 2               | 0               |                    | -                  | -                  |             | -           | -           | 19     | 0      |        |
| Totale carriera | Totale carriera | Totale carriera | 23         | 1          |                 | 2               | 0               |                    | -                  | -                  |             | -           | -           | 25     | 1      |        |

## Palmarès

### Club

#### Competizioni nazionali
- Coppa dei Paesi Bassi: 1

Vitesse: 2016-2017